# Condeixa-a-Nova
Condeixa-a-Nova ist ein Kreis und eine Vila (Kleinstadt) in Portugal mit 5160 Einwohnern (Stand 30. Juni 2011).

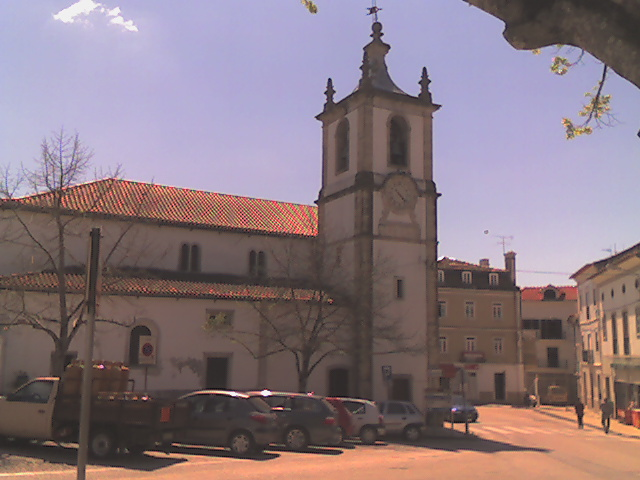
Hauptkirche von Condeixa-a-Nova

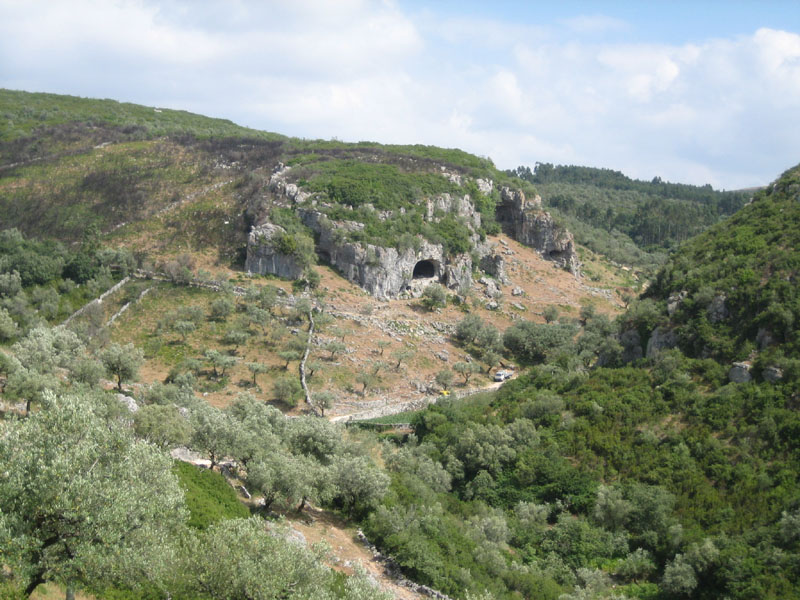
Die geologischen Höhlen Buracas do Casmilo

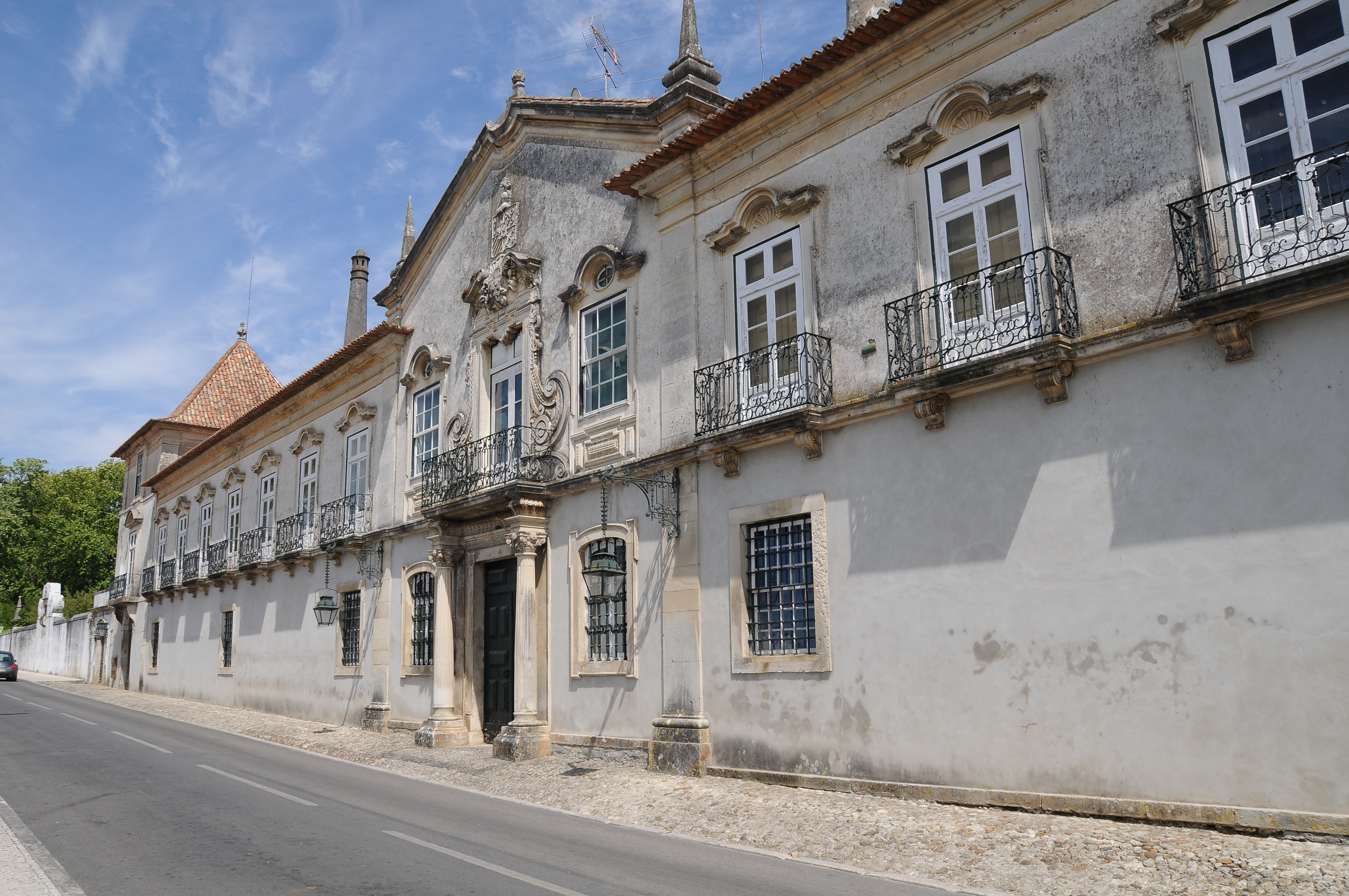
Der Palácio Lemos

Am 29. September 2013 wurden die Gemeinden Condeixa-a-Nova und Condeixa-a-Velha zur neuen Gemeinde União das Freguesias de Condeixa-a-Velha e Condeixa-a-Nova zusammengeschlossen. Condeixa-a-Nova ist Sitz dieser neu gebildeten Gemeinde.

## Geschichte
Zur Zeit der römischen Besatzung war Conimbriga eine größere Stadt der Provinz Lusitania, jedoch nicht von besonderer überregionaler Bedeutung. Nachdem im 5. Jahrhundert Sueben hier einfielen, eroberten im 8. Jahrhundert die Araber das Gebiet. Im Laufe des 7./8. Jahrhunderts verließen die Einwohner von Conimbriga ihre Stadt und gründeten Condeixa, das heutige Condeixa-a-Velha (dt. etwa: Altes Condeixa). Im Zuge der Reconquista eroberte D.Afonso Henriques das Gebiet und übergab es dem Kloster Santa Cruz in Coimbra. Die Mönche gründeten daraufhin Condeixa-a-Nova (dt. etwa: Neues Condeixa). Die erste offizielle Erwähnung von Condeixa-a-Nova stammt aus dem Jahr 1219.
König Manuel I. verlieh dem Ort 1514 erstmals Stadtrechte (Foral) und erhob ihn zur Vila (Kleinstadt). 1541 wurde er eine eigene Gemeinde. Im Zuge der Napoleonischen Kriege auf der Iberischen Halbinsel erlitt der Ort 1811 schwere Zerstörungen durch französische Truppen und verfiel. Mit dem Sieg der Liberalen Revolution in Portugal 1822 begann der Ort erneut zu wachsen. Im Jahr 1838 wurde Condeixa-a-Nova ein eigenständiger Kreis, auf Bestreben der Königin Maria II., und 1845 wurde es zur erneut zur Vila erhoben.

## Verwaltung

### Kreis Condeixa-a-Nova
Condeixa-a-Nova ist Sitz eines gleichnamigen Kreises. Die Nachbarkreise sind (im Uhrzeigersinn im Norden beginnend): Coimbra, Miranda do Corvo, Penela, Soure sowie Montemor-o-Velho.
Mit der Gebietsreform im September 2013 wurden mehrere Gemeinden zu neuen Gemeinden zusammengefasst, sodass sich die Zahl der Gemeinden von zuvor zehn auf sieben verringerte.
Die folgenden Gemeinden (Freguesias) liegen im Kreis Condeixa-a-Nova:

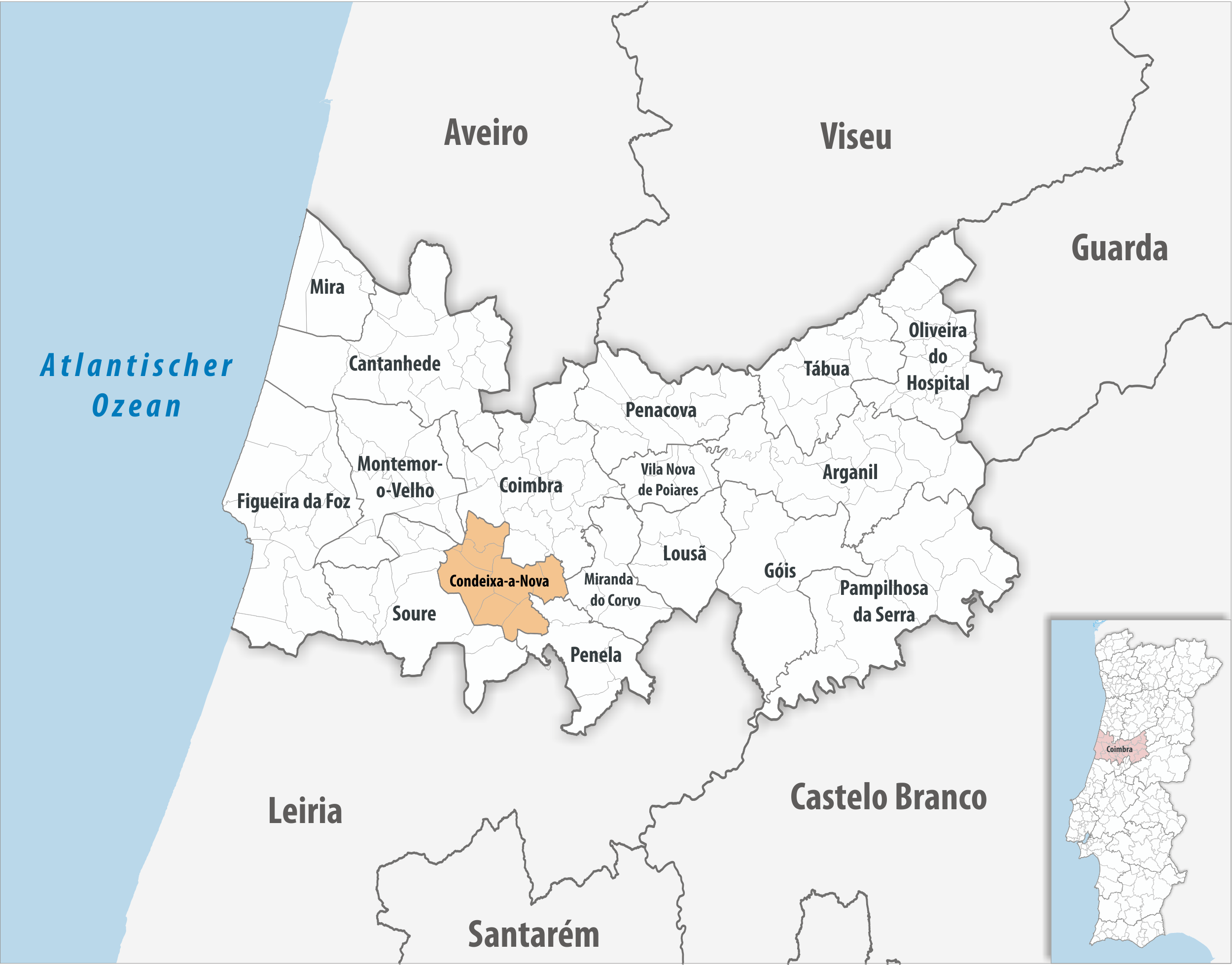
Kreis Condeixa-a-Nova

| Gemeinde                           | Einwohner (2021) | Fläche km² | Dichte Einw./km² | LAU- Code |
| ---------------------------------- | ---------------- | ---------- | ---------------- | --------- |
| Anobra                             | 1.249            | 16,38      | 76               | 060401    |
| Condeixa-a-Velha e Condeixa-a-Nova | 8.741            | 27,65      | 316              | 060411    |
| Ega                                | 2.583            | 32,55      | 79               | 060406    |
| Furadouro                          | 183              | 14,41      | 13               | 060407    |
| Sebal e Belide                     | 2.731            | 12,99      | 210              | 060412    |
| Vila Seca e Bem da Fé              | 896              | 16,27      | 55               | 060413    |
| Zambujal                           | 349              | 18,42      | 19               | 060410    |
| Kreis Condeixa-a-Nova              | 16.732           | 138,67     | 121              | 0604      |

### Bevölkerungsentwicklung
| Einwohnerzahl im Kreis Condeixa-a-Nova (1849–2011) | Einwohnerzahl im Kreis Condeixa-a-Nova (1849–2011) | Einwohnerzahl im Kreis Condeixa-a-Nova (1849–2011) | Einwohnerzahl im Kreis Condeixa-a-Nova (1849–2011) | Einwohnerzahl im Kreis Condeixa-a-Nova (1849–2011) | Einwohnerzahl im Kreis Condeixa-a-Nova (1849–2011) | Einwohnerzahl im Kreis Condeixa-a-Nova (1849–2011) | Einwohnerzahl im Kreis Condeixa-a-Nova (1849–2011) | Einwohnerzahl im Kreis Condeixa-a-Nova (1849–2011) |
| -------------------------------------------------- | -------------------------------------------------- | -------------------------------------------------- | -------------------------------------------------- | -------------------------------------------------- | -------------------------------------------------- | -------------------------------------------------- | -------------------------------------------------- | -------------------------------------------------- |
| 1849                                               | 1900                                               | 1930                                               | 1960                                               | 1981                                               | 1991                                               | 2001                                               | 2011                                               |                                                    |
| 8.733                                              | 11.875                                             | 12.149                                             | 13.555                                             | 13.257                                             | 13.027                                             | 15.340                                             | 17.078                                             |                                                    |

### Städtepartnerschaft
- Deutschland: Bretten (seit 1985)
- Frankreich: Longjumeau (seit 1993)
- Vereinigtes Königreich: Pontypool (seit 1999)
- Portugal: Idanha-a-Nova[6]

## Verkehr
Condeixa-a-Nova liegt an der Autobahn A1 (mit eigener Abfahrt) und den Durchgangsstraßen IC2 und IC3. Die nächsten Eisenbahnhalte liegen im 11 km entfernten Taveiro und im 13 km entfernten Soure.

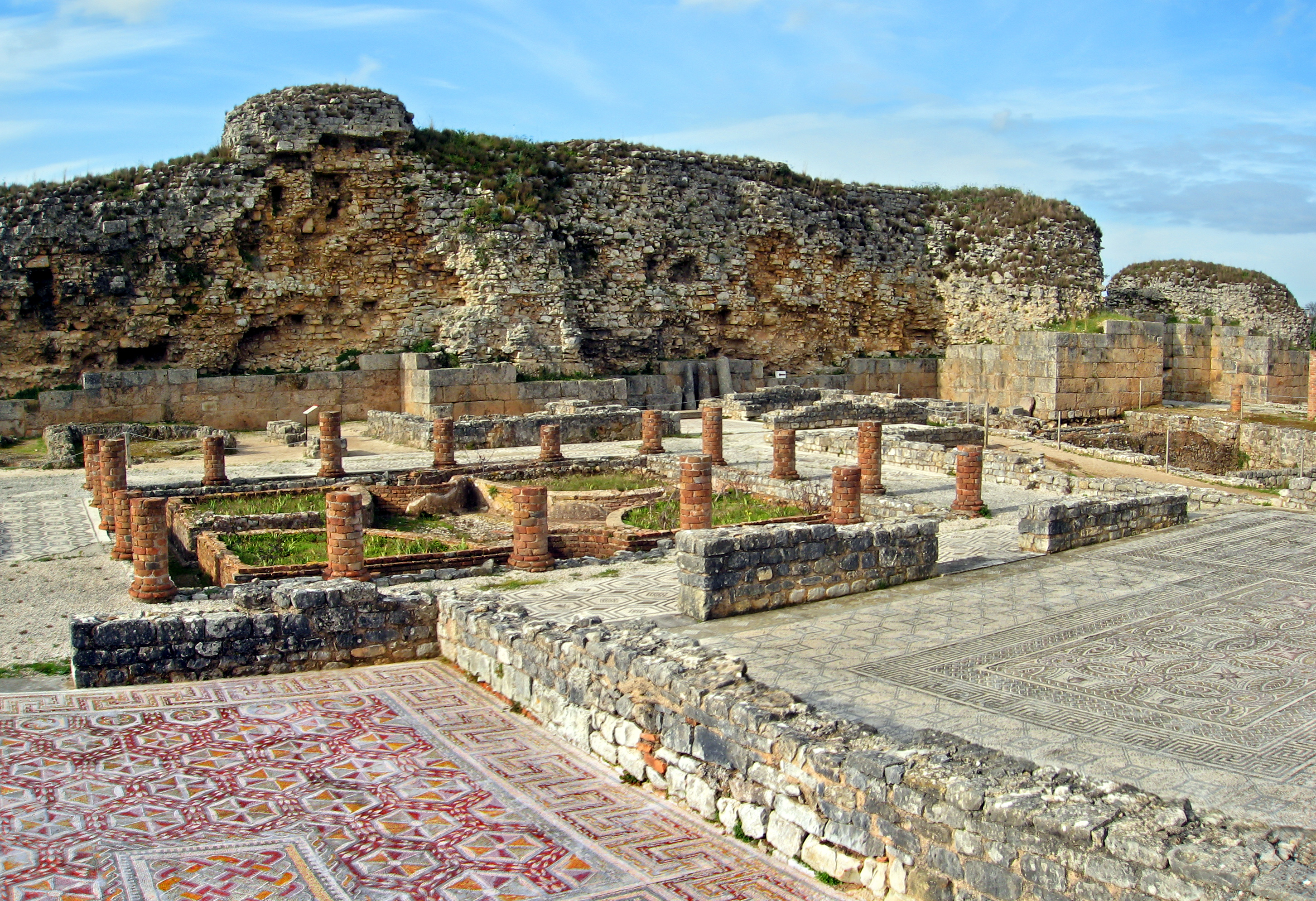
Teilansicht der Ausgrabungen von Conimbriga

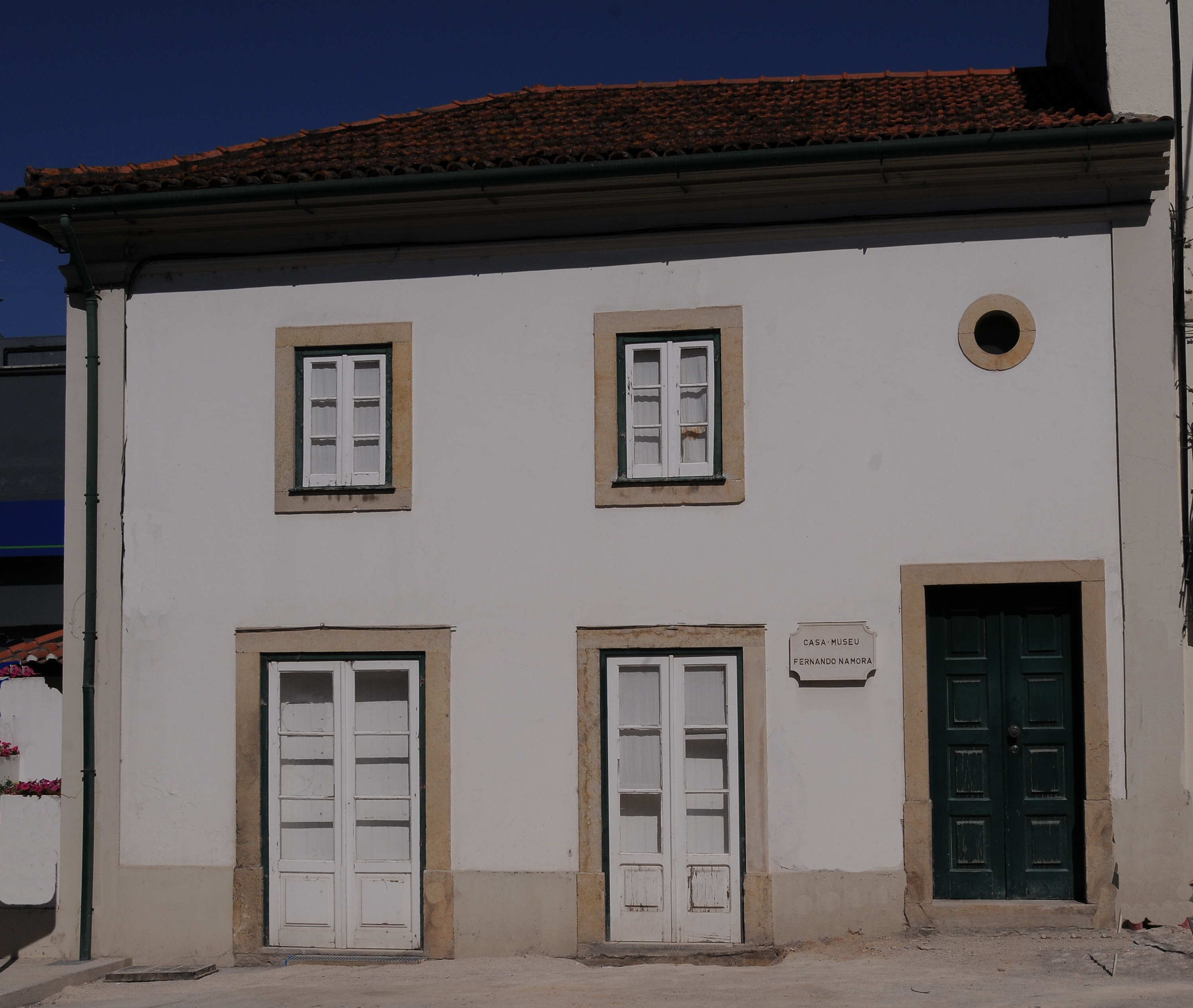
Das Museum Casa-Museu Fernando Namora

## Kultur und Sehenswürdigkeiten
Mit Conimbriga liegt die bedeutendste portugiesische Ausgrabungsstätte der römischen Besatzungszeit im Kreis Condeixa-a-Nova.
Im Geburtshaus Fernando Namoras wurde 1990 mit der Casa-Museu Fernando Namora ein Museum eröffnet, das sich dem Leben und Werk des Schriftstellers widmet.
Im Feuchtgebiet Paul de Arzila, einem mit Besucherzentrum, Lehrpfaden und geführten Wanderungen ausgestatteten Naturschutzgebiet, kann eine Reihe von Pflanzen und Tieren beobachtet werden, darunter Otter, Zugvögel und Reiherarten.
Unter den knapp 97 eingetragenen Baudenkmälern der Gemeinde finden sich Herrenhäuser, Brunnenanlagen, historische öffentliche und private Gebäude sowie verschiedene Sakralbauten, etwa die einschiffige und mit zwei Seitenkapellen versehene, Elemente von Manuelinik, Renaissance und Klassizismus zeigende Hauptkirche des Ortes, die um 1517 errichtete Igreja Paroquial de Condeixa-a-Nova (auch Igreja de Santa Cristina).

## Söhne und Töchter
- João Franco de Oliveira (1642–1715), Erzbischof des Bistums Bahia
- Antão de Almada (1718–1797), Kolonialverwalter
- Rodrigo da Fonseca Magalhães (1787–1858), liberaler Politiker, mehrfacher Minister
- Joaquim dos Santos e Silva (1842–1906), Pharmazeut und Chemiker
- Pedro Teixeira (1857–1925), Mathematiker
- Fernando Namora (1919–1989), Schriftsteller